# Dacjan
Dacjan – występujące w Polsce imię męskie o nieznanej etymologii. Istnienie jednej z nielicznych odnotowanych w historii postaci o tym imieniu nie zostało udowodnione; różne opowieści o świętych podają, iż był to legat rzymski, prześladujący chrześcijan. Był jednak rzymski polityk Dacjan, wpływowy za czasów Konstancjusza II, konsul rzymski w 358 roku.
Patron tego imienia w Kościele katolickim to św. Dacjan z Rzymu.
Ponadto w źródłach francuskich można odnaleźć św. Dacjana, o którym wzmianki w rzeczywistości dotyczą św. Dacjusza Agliatiego, arcybiskupa Mediolanu. W źródłach niemieckich pojawia się z kolei pod datą 16 stycznia św. Dacian (Tatjan) (co sugerowałoby utożsamienie tego imienia z Tacjanem) z towarzyszami, męczennicy z Bambergu. 
Dacjan imieniny obchodzi 4 czerwca.